# کوچینه (صربستان)
کوچینه (به صربی: Kočine) یک منطقهٔ مسکونی در صربستان است که در بروس واقع شده‌است. کوچینه ۱۰۷ نفر جمعیت دارد.